# Club Atlético Central Córdoba (Santiago del Estero)
Club Atlético Central Córdoba ist ein argentinischer Sportverein mit Sitz in Santiago del Estero. Der Verein ist vor allem für seine Fußballmannschaft bekannt, die derzeit in der argentinischen Primera División, der höchsten Spielklasse des Landes, spielt.

## Geschichte
Der Verein wurde 1919 von einer Gruppe von Eisenbahnarbeitern gegründet und nach der Eisenbahngesellschaft Ferrocarril Central Córdoba benannt, ähnlich wie der andere Verein Central Córdoba aus der Stadt Rosario.
Central Córdoba hatte vor dem Wiederaufstieg 2019 zweimal auf der höchsten Ebene des argentinischen Fußballs gespielt, und zwar im Campeonato Nacional in den Saisons 1967 und 1971. Im Campeonato Nacional 1967 belegte Central Córdoba den 14. Platz von 16 Mannschaften und erreichte seinen Höhepunkt mit dem 2:1-Sieg gegen Boca Juniors in La Bombonera. Im Jahr 1971 belegte Central Córdoba in der Gruppe B den 13. Platz von 14 Mannschaften, wobei der größte Erfolg ein 1:1-Unentschieden gegen die Boca Juniors war.
Am 8. Juni 2019 schaffte Central Córdoba den Aufstieg in die Primera División, nachdem man CA Sarmiento im Finale der Aufstiegs-Playoffs 2018/19 besiegt hatte, und kehrte damit zum ersten Mal seit 48 Jahren in die höchste Spielklasse zurück.

## Stadion
Der Verein trägt seine Heimspiele in dem in den 1940er-Jahren erbauten Estadio Alfredo Terrera aus. Das Stadion hat eine Kapazität von 18.500 Zuschauern.

## Rivalitäten
Sein klassischer historischer Rivale ist CA Güemes, ebenfalls aus Santiago del Estero. Das Spiel zwischen den beiden ist als Clásico del Barrio Oeste bekannt.
Ab 1982 wurde auch die Rivalität mit CA Mitre sehr wichtig.

## Erfolge
- Argentinischer Pokal:
  - Sieger: 2024
  - Finalist: 2019